# Wysoczyzna Ciechanowska
Wysoczyzna Ciechanowska (318.64) – region naturalny w środkowej części Niziny Północnomazowieckiej, między Równiną Kurpiowską na północnym wschodzie i Wzniesieniami Mławskimi na północnym zachodzie a Kotliną Warszawską na południu oraz dolinami: Wkry na zachodzie i Narwi na wschodzie. 
Wysoczyzna Ciechanowska stanowi falistą równinę urozmaiconą ostańcami wzgórz morenowych i kemów (wys. do 157 m), rozcięta dolinami dopływów Narwi i Wkry. Region ma charakter typowo rolniczy, nieliczne skupiska leśne m.in. Lasy Ościsłowskie.
Główne miasta: Ciechanów, Przasnysz, Maków Mazowiecki, Nasielsk.